# Josh Nichols
Josh Nichols is een van de twee hoofdpersonages in de Amerikaanse televisieserie Drake & Josh van Nickelodeon. De rol wordt gespeeld door acteur Josh Peck. In de serie is hij de stiefbroer van het andere hoofdpersonage, Drake Parker, gespeeld door acteur Drake Bell. Peck en Bell speelden ook al samen in de televisieserie The Amanda Show.
Tijdens de serie raakte hij bevriend met actrice Miranda Cosgrove, die de rol van stiefzus Megan speelt en van 2007 tot 2013 haar eigen serie iCarly had. In 2022 verscheen Peck in het tweede seizoen van de remake van iCarly.

## Beschrijving
Josh is de tegenpool van de populaire maar niet zo slimme Drake. School en leren zijn voor Josh geen probleem, maar bij de meisjes valt hij niet erg in de smaak. De twee stiefbroers hebben een haat-liefdeverhouding. Ze ervaren veel overlast van Megan, het zusje van Drake: zij haalt van alles uit om de twee jongens dwars te zitten en gaat daarbij regelmatig over de scheef.
Josh heeft een obsessie voor pesentatrice Oprah Winfrey. Als hij haar dan eindelijk in het echt ziet, gaat in zijn enthousiasme echter alles mis en eindigt hij met een contactverbod.
In Mindy Crenshaw (gespeeld door Allison Scagliotti-Smith) vindt Josh aanvankelijk een tegenstrever, maar hierna krijgen ze een relatie met elkaar. Als Mindy aangeeft dat ze van Josh houdt, betekent dat een voorlopig einde van hun relatie. In de laatste aflevering echter vinden ze elkaar weer terug wanneer Josh doorkrijgt dat hij ook van Mindy houdt.